# Wierśminie
Wierśminie (lit. Versminė; pol. hist. Wereślnia, Wierszminia) – wieś na Litwie, w okręgu wileńskim, w rejonie wileńskim, w gminie Podbrzezie.

## Historia
W dwudziestoleciu międzywojennym zaścianek leżący w Polsce, w województwie wileńskim, w powiecie wileńsko-trockim, w gminie Podbrzezie. W 1931 miejscowość liczyła 18 mieszkańców, zamieszkałych w 2 budynkach.
20 czerwca 1944 litewska policja w służbie Niemiec, w odwecie za śmierć czterech litewskich policjantów w starciu z 5 Wileńską Brygadą AK, aresztowała tu pięciu Polaków, których następnie odprowadzono do punktu zbornego, gdzie rozstrzeliwano Polaków. W Wierśminie zostali aresztowani:
- pracownicy zakładu krawieckiego: krawiec Józef Klukowski, uczeń krawiecki Antoni Mieżaniec ze Sprejni i czeladnik krawiecki Mieczysław Sobolewski
- Władysław Mackiewicz – klient zakładu ze Sprejni
- Władysław Klukowski – kuzyn Józefa[3].

Litwini zabili czterech z nich, z wyjątkiem Władysława Klukowskiego, który zdecydował się na kolaborację.
Po II wojnie światowej w granicach Związku Sowieckiego. Od 1991 na niepodległej Litwie.